# Entente Cordiale

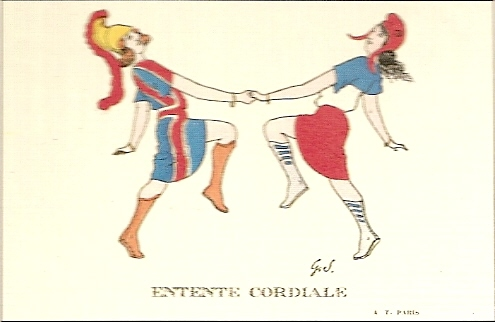
Alegoria de 1904 que mostra as personificações nacionais Britannia e Marianne a dançar de alegria pela assinatura do tratado que estabeleceu relações cordiais entre Reino Unido e França

Entente Cordiale compreendia uma série de acordos assinados em 8 de abril de 1904 entre o Reino Unido e a República Francesa, que registavam uma melhoria significativa das relações anglo-francesas. Na superfície, o acordo tratava de questões menores relacionadas à pesca e às fronteiras coloniais. O Egito foi reconhecido como parte da esfera de influência da Grã-Bretanha e o Marrocos como parte da França. A Entente não era uma aliança formal e não envolvia uma colaboração estreita, nem pretendia ser dirigida contra a Alemanha. No entanto, abriu caminho para uma relação mais forte entre a França e a Grã-Bretanha diante da agressão alemã. Não deve ser confundido com a aliança militar oficial anglo-francesa, que só foi estabelecida após a eclosão da Primeira Guerra Mundial, em 1914.
O principal acordo colonial foi o reconhecimento de que o Egito estava totalmente na esfera de influência britânica e também Marrocos na da França, com a ressalva de que as eventuais disposições da França para Marrocos incluem uma compensação razoável para os interesses da Espanha lá. Ao mesmo tempo, a Grã-Bretanha cedeu as Ilhas Los (ao largo da Guiné Francesa) à França, definiu a fronteira da Nigéria a favor da França e concordou com o controle francês do vale superior da Gâmbia; enquanto a França renunciou ao seu direito exclusivo a certas pescarias ao largo da Terra Nova. Além disso, as zonas de influência propostas por franceses e britânicos no Sião (Tailândia), que acabou por ser decidido não ser colonizado, foram delineadas, com os territórios orientais, adjacentes à Indochina francesa, tornando-se uma zona francesa proposta, e os ocidentais, adjacentes a Tenasserim birmanês, uma zona britânica proposta. Também foram feitos arranjos para acalmar a rivalidade entre colonos britânicos e franceses nas Novas Hébridas.
Em perspectiva de longo prazo, a Entente Cordiale marcou o fim de quase mil anos de conflito intermitente entre os dois Estados e seus antecessores, e substituiu o modus vivendi que existia desde o fim das Guerras Napoleônicas em 1815 por um acordo mais formal.  A Entente Cordiale representou o ápice da política de Théophile Delcassé (ministro das Relações Exteriores da França de 1898 a 1905), que acreditava que um entendimento franco-britânico daria à França alguma segurança na Europa Ocidental contra qualquer sistema alemão de alianças (ver Tríplice Aliança (1882)). O crédito pelo sucesso da negociação da Entente Cordiale pertence principalmente a Paul Cambon (embaixador da França em Londres de 1898 a 1920) e ao ministro britânico das Relações Exteriores, Lord Lansdowne. Ao assinar a Entente Cordiale, ambas as potências reduziram o isolamento virtual em que cada uma delas havia se retirado. A Grã-Bretanha não tinha nenhum aliado de grande potência além do Japão (1902). A França tinha apenas a Aliança Franco-Russa. O acordo ameaçava a Alemanha, cuja política há muito se baseava no antagonismo franco-britânico. Uma tentativa alemã de controlar os franceses no Marrocos em 1905 (o Incidente de Tânger, ou Primeira Crise Marroquina), e assim perturbar a Entente, serviu apenas para fortalecê-la. Iniciaram-se discussões militares entre os estados-maiores franceses e britânicos. A solidariedade franco-britânica foi confirmada na Conferência de Algeciras (1906) e reconfirmada na Segunda Crise Marroquina (1911).

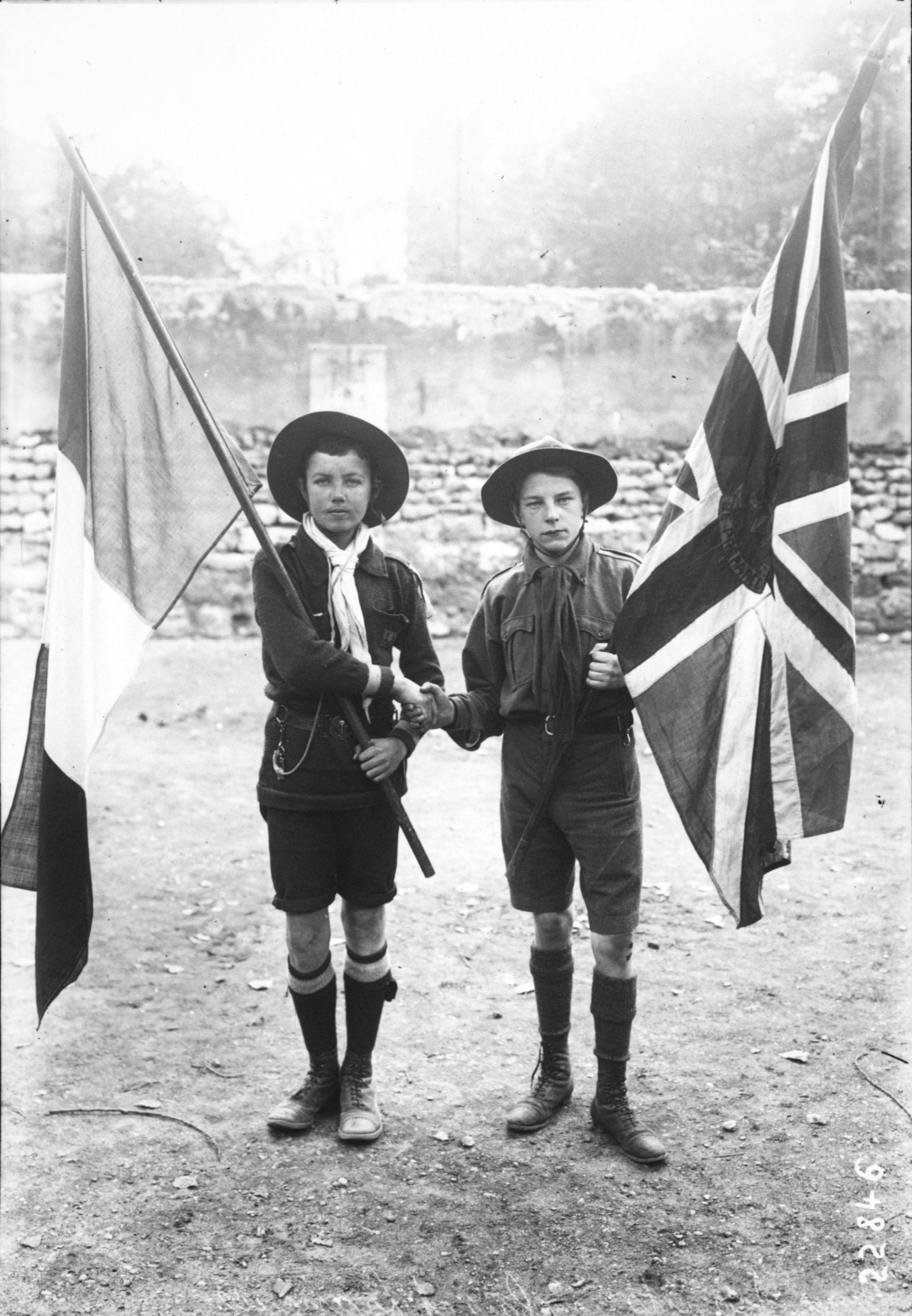
Escoteiros franceses e britânicos, com suas respectivas bandeiras nacionais, apertando as mãos. 1912

## Documentos assinados

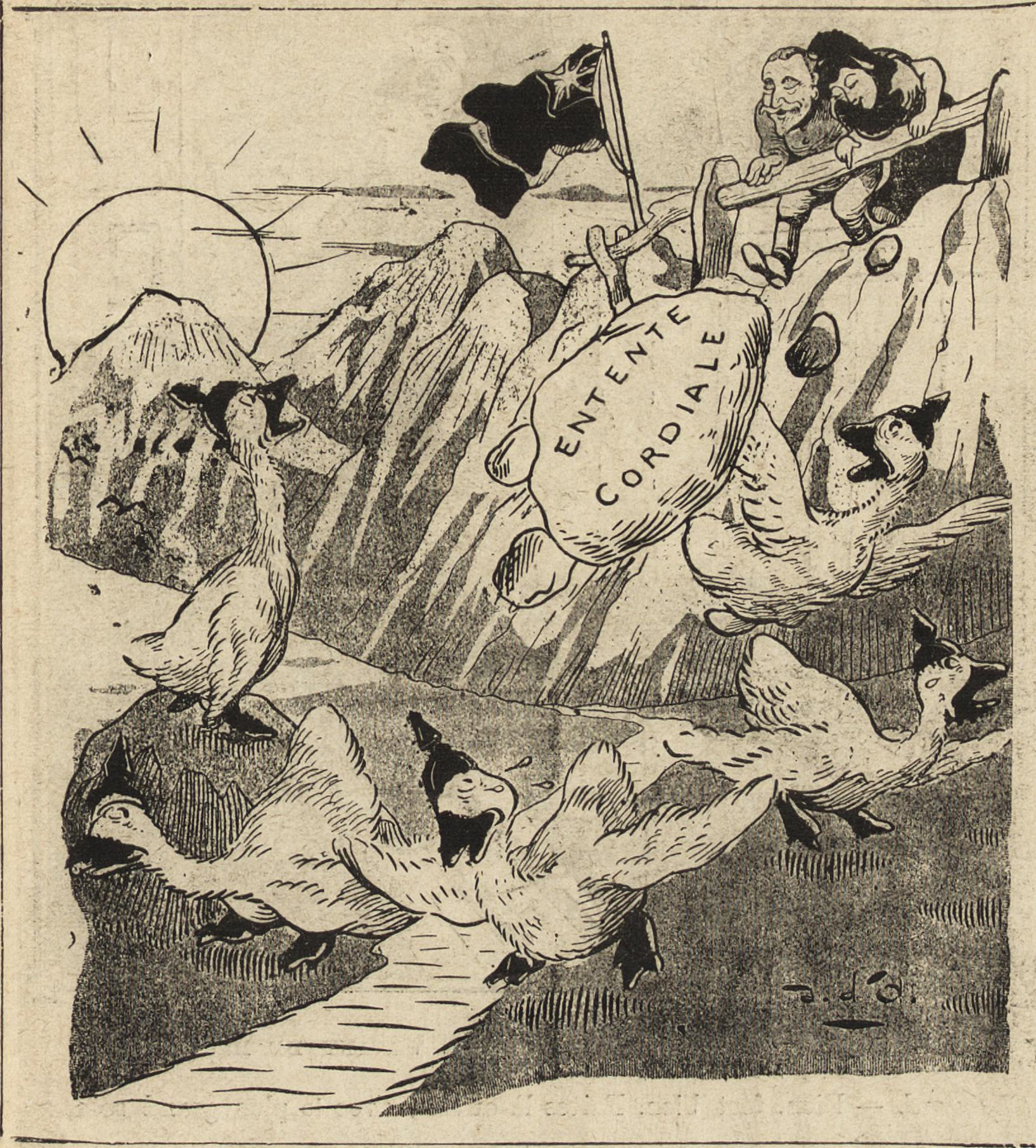
"L'oncle de l'Europe" diante das lentes da caricatura - imagens inglesas, francesas, italianas, alemãs, austríacas, holandesas, belgas, suíças, espanholas, portuguesas, americanas, etc.

A Entente era composta por três documentos:
- O primeiro e mais importante documento foi a Declaração relativa ao Egito e a Marrocos. Em troca de os franceses prometerem não "obstruir" as ações britânicas no Egito, os britânicos prometeram permitir que os franceses "preservassem a ordem (...) e prestar assistência" em Marrocos. A livre passagem pelo Canal de Suez foi garantida, finalmente colocando a Convenção de Constantinopla em vigor, e a construção de fortificações em parte da costa marroquina proibida. O tratado continha um anexo secreto que tratava da possibilidade de "circunstâncias alteradas" na administração de qualquer um dos dois países.
- O segundo documento tratava da Terra Nova e de partes da África Ocidental e Central. Os franceses abriram mão de seus direitos (decorrentes do Tratado de Utrecht) sobre a costa ocidental da Terra Nova, embora mantivessem o direito de pescar na costa. Em troca, os britânicos deram aos franceses a cidade de Yarbutenda (perto da fronteira moderna entre o Senegal e a Gâmbia) e as Iles de Los (parte da atual Guiné). Uma disposição adicional tratava da fronteira entre as possessões francesas e britânicas a leste do rio Níger (atual Níger e Nigéria).
- A declaração final dizia respeito ao Sião (Tailândia), Madagáscar e às Novas Hébridas (Vanuatu). No Sião, os britânicos reconheceram uma proposta de esfera de influência francesa a leste da bacia do rio Menam (Chao Phraya); por sua vez, os franceses reconheceram uma proposta de influência britânica sobre o território a oeste da bacia de Menam. Ambas as partes acabaram por negar qualquer ideia de anexar o território siamês. Os britânicos retiraram a sua objeção à introdução de uma tarifa por parte dos franceses em Madagáscar. As partes chegaram a um acordo que "poria fim às dificuldades decorrentes da falta de jurisdição sobre os nativos das Novas Hébridas".

## Consequências
Não está claro o que exatamente a Entente significou para o Ministério das Relações Exteriores britânico. Por exemplo, no início de 1911, após reportagens da imprensa francesa contrastando a virilidade da Tríplice Aliança com o estado moribundo da Entente, Eyre Crowe escreveu: "O fato fundamental, é claro, é que a Entente não é uma aliança. Para fins de emergências finais, pode ser encontrado que não tem nenhuma substância. Pois a Entente nada mais é do que um estado de espírito, uma visão de política geral que é compartilhada pelos governos de dois países, mas que pode ser, ou se tornar, tão vaga a ponto de perder todo o conteúdo".
 

Tais comentários, no entanto, se mostraram espúrios, pois a Tríplice Aliança entrou em colapso como resultado da Itália permanecer neutra no início da Primeira Guerra Mundial, enquanto a Entente resistiu.